# Casinaria stygia
Casinaria stygia là một loài tò vò trong họ Ichneumonidae.